# 유효 사거리
유효 사거리(有效射距離)란 보통 화기의 포탄이나 총탄이 표적을 맞힐 수 있고, 일정한 피해를 입힐 수 있는 거리를 말한다. 사정 거리, 유효 거리, 유효 범위(Effective range)라고도 한다. 상황에 따라 여러 가지 정의가 있는 용어이다. 무기체계에 따라 개념이 조금씩 다르다.

## 총의 유효 사거리를 결정하는 요인들
- 탄약 - 고성능 탄을 사용할수록 유효 사거리가 길어진다.
- 총열 길이 - 총열의 길이가 길수록 추진가스로부터 에너지를 더 많이 받기 때문에 유효 사거리가 길어진다. 단, 총열의 길이가 지나치게 길어지면 추진가스로부터 얻는 에너지보다 총열과의 마찰로 인한 에너지 손실이 더 커져서 유효 사거리가 오히려 줄어든다.
- 총의 고정 상태 - [견착] 또는 [양각대], [삼각대] 사용 등 총을 단단히 고정하면 유효사거리가 길어진다.
- 총의 무게 - 보통 총이 무거울수록 반동이 적어 유효 사거리가 길어진다.
- 총열의 고정 상태 - 총열을 견고하게 고정하면 정확도가 향상되어 유효사거리가 길어진다.
- 작동 방식 - 반동이 적은 작동 방식을 사용하면 정확도가 향상되어 유효 사거리가 길어진다.
- 조준 장치 - 조준경을 사용할 경우 조준 가능 거리가 늘어나므로 유효 사거리가 길어진다.
- 표적의 종류 - 표적은 사람과 같은 점 표적(point target)일 수도 있고, 지역 표적(area target)일 수도 있다.

## 총기류의 유효 사거리
소총에서는 보통 맨눈으로 조준했을 때 사람의 상반신을 맞출 수 있고, 철모를 관통시킬 수 있는 거리를 뜻한다. 하지만, 총기 회사나 국가에 따라 유효 사거리에 대한 기준이 조금씩 다르다. 이 때문에, 같은 탄을 사용하고 총열의 길이가 비슷한 소총들의 서류 상 유효 사거리에 상당한 차이가 있는 경우가 종종 있다. 그러나 이러한 서류 상의 차이는 대부분의 경우 별 의미가 없으며, 같은 탄을 사용하고 총열 길이가 비슷할 경우 실질적인 유효 사거리는 거의 같다고 보아도 무방하다. 현대 군용 돌격소총의 경우 유효 사거리는 보통 300~600m이다.
저격용 소총의 경우 정밀하게 생산되고 광학 조준 장치를 사용한다. 또한 많은 저격용 소총은 단순한 구조의 볼트 액션 방식에 부동총신(free floating barrel)을 가지고 있으므로 같은 탄을 사용하더라도 일반 소총보다 유효 사거리가 길다.
기관총의 경우 표적이 사람이 아닌 지역이기 때문에 소총과 비슷한 성능을 지닌 탄을 사용하더라도 유효 사거리는 더 길며, 양각대나 삼각대를 사용하면 유효 사거리를 더 늘릴 수 있다. 5.56 × 45 mm NATO 탄을 사용하는 기관총(FN Minimi)의 유효 사거리는 보통 800~1000m이다. 7.62 × 51 mm NATO 탄을 사용하는 기관총(FN MAG, M60)의 유효 사거리는 보통 1.1km ~ 2km이다.
권총의 경우 보통 25~50m이며, 기관단총의 경우 100~200m 정도이다. 기관단총의 경우 권총탄을 사용하지만, 총열이 권총보다 길고 무게도 더 나가며 보통 견착사격하기 때문에 유효 사거리가 권총보다 길다.

## 거리
사정 거리는 한 지점이 다른 지점에서 에너지 방출을 받는 두 지점 사이의 거리를 나타낼 수 있다. 사정 거리를 정의하려면 두 지점 사이의 소스, 수신기 및 조건을 지정해야 한다. 사정 거리는 측정 장치나 수신기가 지정된 규모의 에너지 방출에 예측 가능하게 반응하는 최대 거리를 나타낼 수 있다. 또는 사정 거리는 지정된 장치에서 방출된 에너지가 대상 수신기에 원하는 효과를 일으키는 최대 거리일 수 있다. 각도 분산은 작은 목표를 향한 비대칭 에너지 전파의 효율성에 중요할 수 있다.

### 무기
미국 국방부는 "무기가 정확하고 원하는 효과를 얻을 것으로 예상되는 최대 거리"라는 정의를 내렸다. 탄약 단위당 특정 명중 확률이 없으면 정확도가 모호하다. 특정 무기에 대해 원하는 효과는 대상에 따라 다르게 해석될 수 있다. 이러한 변수에 대한 주관적인 해석은 한 세기가 넘도록 끝없이 열띤 논쟁을 불러일으켰다.

## 같이 보기
- 최대 사거리

## 참고 서적
- 홍희범 저. '알기쉬운 총 이야기' [쪽 번호 필요]

1. ↑  “maximum effective range Definition (US DoD)”. 《Military Factory》. 2019년 3월 12일에 확인함.
2. ↑  Dodd, Mead (1916). 《New International Encyclopedia》 19. Princeton University. 542쪽.